# جانكارلو دي سيستي
جانكارلو دي سيستي (Giancarlo De Sisti)، (روما، 13 مارس 1943)، لاعب كرة قدم إيطالي سابق، ومدرب كرة قدم إيطالي سابق.
لعب مع منتخب إيطاليا لكرة القدم.

## مسيرته الكروية
لعب جانكارلو دي سيستي خلال مسيرته الاحترافية مع ناديين في تسعة عشر موسمًا وسجل خلالها 50 هدف ضمن 478 مباراة. حيث فاز في موسمين بالكأس وفي موسم واحد بالدوري.
خاض جانكارلو دي سيستي مسيرته مع نادي روما في موسم 1960–61 في المرة الأولى ليلعب معه خمسة مواسم ثم في موسم 1974–75 ليلعب معه خمسة مواسم، مشاركًا طوالها في 222 مباراة سجل خلالها 22 هدفًا. ثم انتقل إلى نادي فيورنتينا في موسم 1965–66 ليلعب معه تسعة مواسم، حيث شارك في 256 مباراة سجل خلالها 28 هدفًا.

## روابط خارجية
- جانكارلو دي سيستي على موقع الاتحاد الدولي (مؤرشف)  (الإنجليزية)
- جانكارلو دي سيستي على موقع الاتحاد الأوربي (الإنجليزية)
- جانكارلو دي سيستي على موقع قاعدة بيانات كرة القدم.إي يو (الإنجليزية)
- جانكارلو دي سيستي على موقع ناشيونال فوتبول تيمز (الإنجليزية)
- جانكارلو دي سيستي على موقع عالم كرة القدم.نت (الإنجليزية)